# Paul Rideout
Paul Rideout (Bournemouth, 14 augustus 1964) is een Engels voormalig voetballer die doorgaans als centrumspits werd uitgespeeld. 

## Clubcarrière
Rideout beleefde zijn grote doorbraak als aanvaller pas bij het Italiaanse Bari vanaf 1985 – nadat Rideout zijn stempel alreeds kon drukken bij Aston Villa (1983-1985) – en bevestigde zijn reputatie als goaltjesdief bij Southampton, tot hij definitief uit de ploeg verdween door de komst van Iain Dowie en de ontdekking van Alan Shearer – die laatste zou later topschutter aller tijden van de Premier League worden met 260 doelpunten. Rideout startte zijn loopbaan bij Swindon Town in 1980 en keerde later, in het seizoen 1990/1991, even terug naar Swindon op huurbasis. In zijn eerste periode bij Swindon scoorde hij 38 keer in de competitie, waardoor hij navenant begeerd was.
Rideout had een lange carrière op Engelse velden en was aanvalsleider van Everton met aanvalspartner Tony Cottee – waar hij 29 keer scoorde in de competitie. Met Everton won hij de FA Cup in 1995. In de finale tegen Manchester United scoorde hij in de 30ste minuut de enige goal. Een schot van Graham Stuart spatte uiteen tegen de deklat, waarna Rideout er als de kippen bij was om de bal weg te leggen. In de 51ste minuut werd hij geblesseerd vervangen door Duncan Ferguson.
Rideout genoot bij Everton onder meer de voorkeur boven de Nigeriaan Daniel Amokachi, een voormalig aanvaller van Club Brugge. Amokachi kampte bovendien ook met blessures. Na zijn periode bij Everton bracht Rideout nog drie jaar van zijn professionele carrière door in de Verenigde Staten en China. In deze landen speelde hij voor Kansas City Wizards, Quanwei Huandao, Chongqing Huandao (later gefuseerd tot Chongqing Lifan) en Shenzhen Jianlibao.
In 2000 keerde hij terug naar Engeland. Zijn loopbaan afsluiten deed Rideout als speler van tweedeklasser Tranmere Rovers in 2002, op 37-jarige leeftijd. Bij die laatste club liet Rideout zich nog een laatste keer opmerken door op 20 februari 2001 een hattrick te scoren tegen zijn ex-club Southampton in de vijfde ronde van de FA Cup (4-3). Bij de rust stond Tranmere Rovers 3-0 in het krijt, maar met dank aan Rideout kwam er dus een totale ommekeer en was eersteklasser Southampton uitgeschakeld.

## Erelijst
| Competitie        |         |         |
| Competitie        | Aantal  | Jaren   |
| Everton           | Everton | Everton |
| ----------------- | ------- | ------- |
| FA Cup            | 1×      | 1994/95 |
| FA Charity Shield | 1×      | 1995    |